# Amancio Prada
Amancio Prada (San Pedro de Devesas, al municipi de Ponferrada, dins la comarca de El Bierzo, Lleó, 3 de febrer de 1949) és un cantautor espanyol. Va estudiar sociologia a la Universitat de la Sorbona (París), on també va estudiar harmonia, composició i guitarra.
A França es va donar a conèixer apareixent en la televisió i en les ràdios franceses, i fins i tot hi va gravar el seu primer disc, Vida e morte. Aleshores inicià una gran etapa de producció discogràfica juntament amb actuacions arreu del món. En la seva música, d'arrels en gran part populars, tenen cabuda composicions pròpies i cançons basades en textos dels més diversos poetes antics i moderns, entre els quals cal citar Rosalía de Castro, Federico García Lorca, Agustín García Calvo i Chicho Sánchez Ferlosio. Cal destacar la seva versió per a veu, guitarra, violí i violoncel del Cántico espiritual de Sant Joan de la Creu que ha merescut diverses reedicions i l'acord unànime de la crítica.
En la seva obra apareixen recurrentment temes en gallec, la seva llengua, que es parla també a El Bierzo. Al principi de la seva carrera com a cantautor alguns mitjans de comunicació de Lleó, com el Diario de León, el van atacar durament per cantar en gallec, fet que provocà una forta polèmica. La seva trajectòria professional ha merescut diverses distincions entre les quals cal destacar la Medalla IV Centenario de San Juan de la Cruz, el 1991, la Medalla de Oro del Círculo de Bellas Artes de Madrid, el 2001 i el Premi Xarmenta, el 2006.

## Discografia[1]
- Vida e morte (1974)
- Rosalía de Castro (1975)
- Caravel de caraveles (1976)
- Lelia Doura (1977)
- Cántico espiritual (1977)
- Canciones de amor y celda (1979)
- Canciones y soliloquios (1983)
- De la mano del aire (1984)
- Dulce vino de olvido (1985)
- Sonetos del amor oscuro (1986)
- Canta a Galicia (1986, disc que la pàgina web oficial no esmenta, editat per Fonomusic)
- A dama e o cabaleiro (1987)
- Navegando la noche (1988)
- Trovadores, místicos y románticos (1991)
- Cántico espiritual (1991, edició commemorativa del 4t centenari de la mort de Sant Joan de la Creu)
- Emboscados (1994)
- Rosas a Rosalía (1997)
- Tres poetas en el círculo (1998)
- Cántico espiritual (1998, edició internacional)
- De mar e terra (1999)
- Escrito está (2001)
- Canciones del alma (2002)
- Sonetos y canciones de Federico García Lorca (2004)
- Hasta otro día, Chicho (2005)
- Rosalía siempre (2005)
- Huellas de Salamanca (2005)
- Zamora (2006)
- Concierto de amor vivo (2007)
- Vida de artista (cançons de Léo Ferré) (2007)